# Burg Tiefental
Die Burg Tiefental, auch Burgstall Aichstetten genannt, ist eine abgegangene Spornburg auf einem 680 m ü. NN hohen Felssporn ostnordöstlich des Ortsteils Aichstetten der Gemeinde Pfronstetten im Landkreis Reutlingen in Baden-Württemberg.

## Geschichte
Urkundliche Nennungen gibt es nicht. In der Oberamtsbeschreibung von Münsingen wird 1825 erstmals auf sie hingewiesen: Nordöstlich von Aichstetten, im Tiefenthal, findet man noch einige Überreste von einer Burg. Königreich Württemberg 1907: Nordöstlich im Tiefental Reste einer Burg. Oberamtsbeschreibung Münsingen 1912: Eine Burg stand in der Gabel bei der Ausmündung des Tiefentals, durch Felsklippen gedeckt. Die Stelle ist verwachsen.
Außer diesen knappen Erwähnungen und dem Flurnamen "Schlossäcker" auf der Hochfläche oberhalb ist nichts überliefert. Weder Name noch adlige Besitzer sind bekannt. Das Dorf Aichstetten war teckisches Lehen und gelangte später in den Besitz des Klosters Zwiefalten.
Die kleine Burgfläche zwischen zwei Felsen senkt sich, schmäler werdend, sattelartig ab und endet an einem dritten, bergwärts aufragenden Felsen. Gebäude- und Mauerreste sind nicht mehr sichtbar. Bei der Erwähnung in der Oberamtsbeschreibung von 1825 müssen aber noch Mauertrümmer vorhanden gewesen sein. Die Burg war nur durch Oberflächenfunde (Christoph Bizer) wie Dachziegelbrocken, Mörtelreste und Kleinfunde auszumachen.

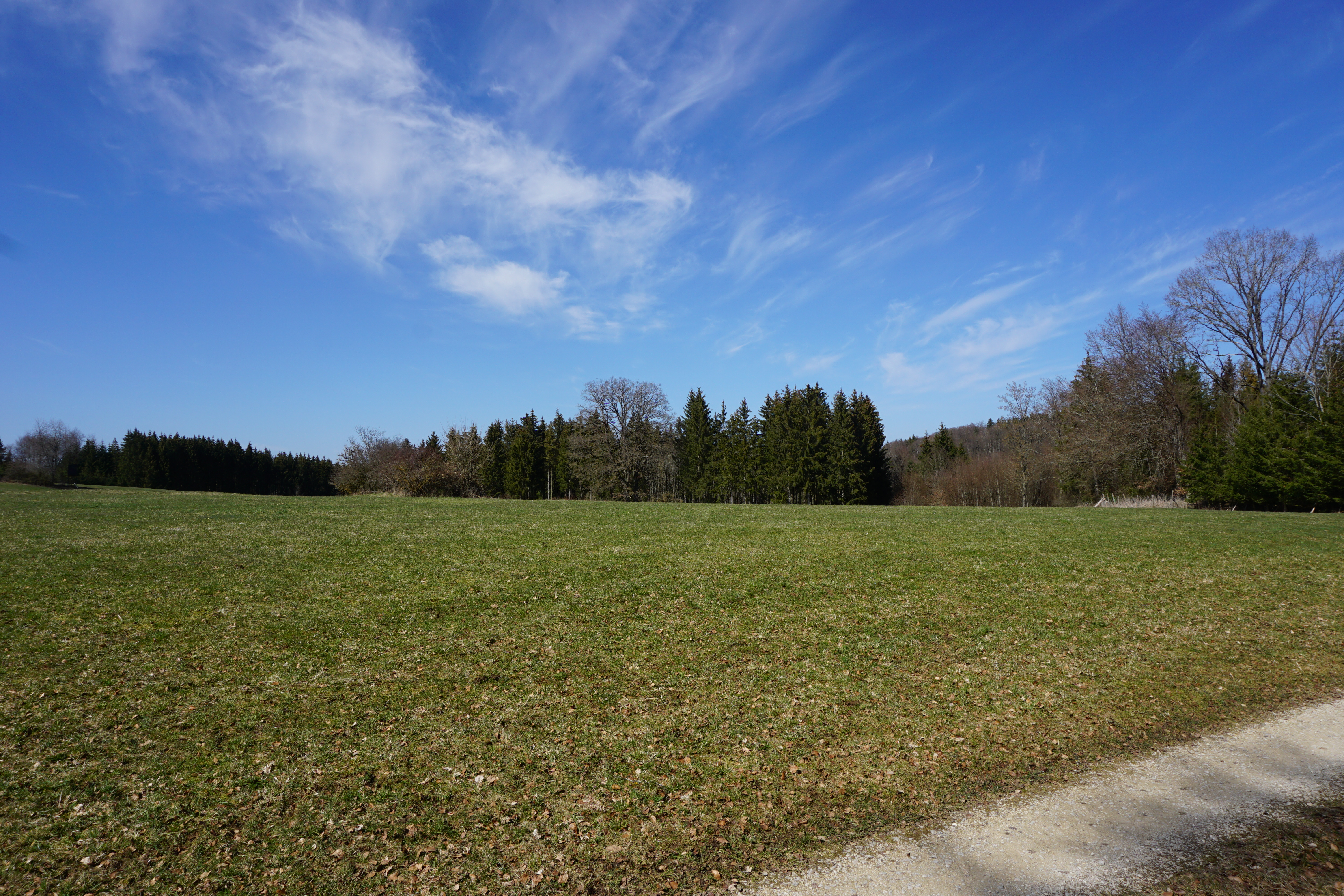
Flur Schlossäcker oberhalb der Burgstelle
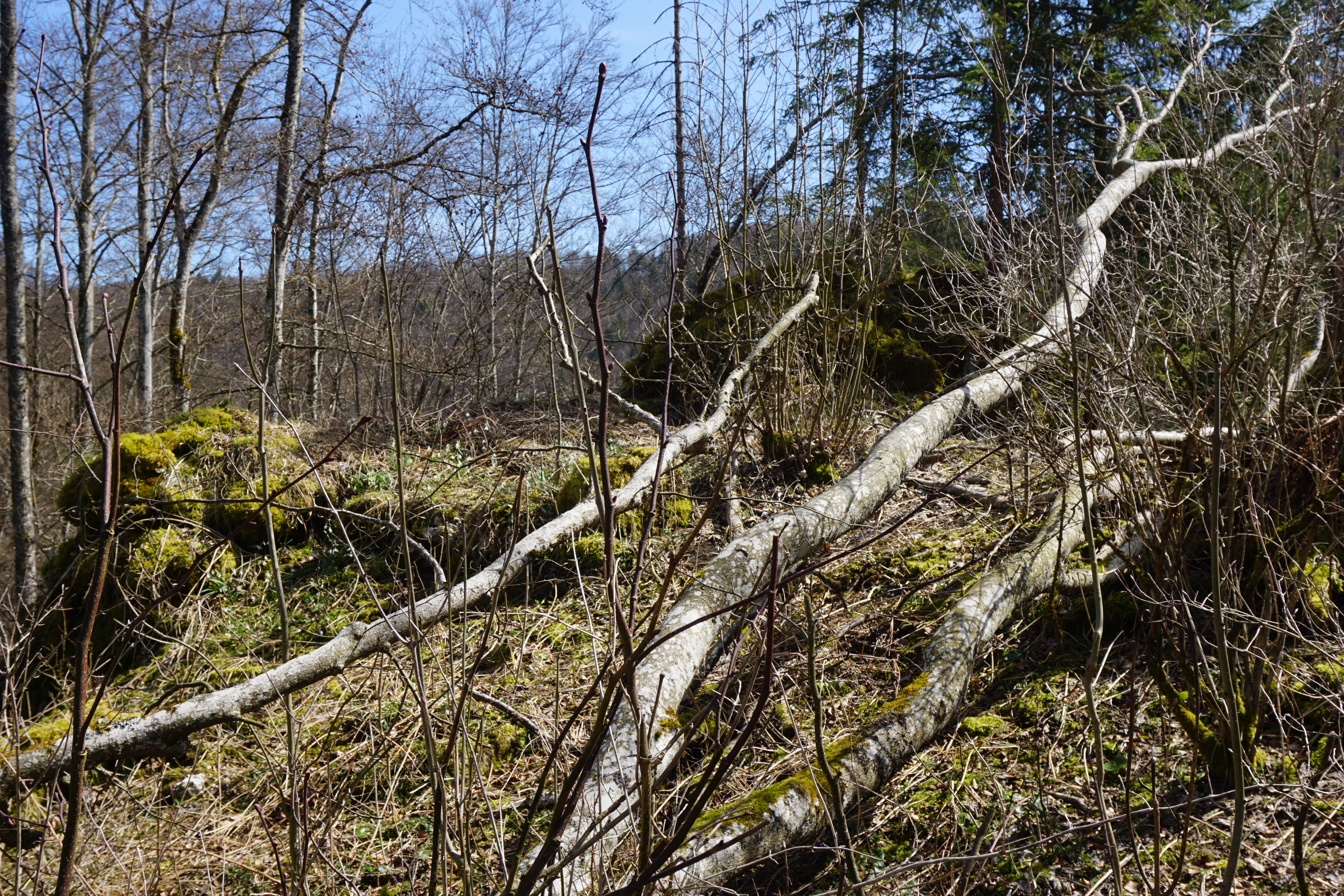
Verebnete Fläche auf dem Felssporn